# Stanislav Antonov
Stanislav Antonov (tiếng Bulgaria: Станислав Антонов; sinh 21 tháng 3 năm 1986) là một cầu thủ bóng đá Bulgaria thi đấu ở vị trí thủ môn cho Dunav Ruse.